# Бойково (Старицький район)
Бойково (рос. Бойково) — присілок в Старицькому районі Тверської області Російської Федерації.
Населення становить 168 осіб. Входить до складу муніципального утворення Ново-Ямське сільське поселення.

## Історія
Від 2005 року входить до складу муніципального утворення Ново-Ямське сільське поселення. Раніше населений пункт належав до Бойковського сільського округу.

## Населення
| 1859 | 1989 | 2002 | 2010 |
| ---- | ---- | ---- | ---- |
| 33   | ↗169 | ↗186 | ↘168 |